# Dorothy Garrod
Dorothy Annie Elizabeth Garrod (Londres, 5 de mayo de 1892-Cambridge, 18 de diciembre de 1968), fue una arqueóloga británica especializada en el periodo Paleolítico. Nacida en Oxford, se matriculó en el diplomado de arqueología en 1921 y  leyó su tesis doctoral en Oxford en 1924. Fue la primera mujer en obtener una cátedra en la Universidad de Cambridge.

## Trayectoria
Realizó excavaciones en importantes yacimientos de Gibraltar, sur de Inglaterra, Francia, Palestina, el Kurdistán iraquí o Bulgaria. Colaboró estrechamente con personalidades como el abate Breuil, Nina Layard una de las arqueólogas británicas más acreditadas (fue la primera especialista en usar técnicas de registro tridimensionales). Realizó hallazgos de restos neandertales en Devil's Tower y en 1928 encabezó una expedición arqueológica en el sur del Kurdistán. En 1949 halló los bajorrelieves en Angles-sur-l'Anglin (Vienne), junto a Suzanne de Saint-Mathurin.
De 1929 a 1934 participó en las excavaciones del Monte Carmelo, en Israel, en colaboración con la paleontóloga Dorothea Bate. Sus trabajos demostraron una larga secuencia de ocupación durante el Paleolítico Inferior, Paleolítico Medio y Epipaleolítico en cuevas como la de Kebara, donde trabajó con el arqueólogo Francis Turville-Petre. Su trabajo ha ampliado la comprensión de la secuencia de ocupación prehistórica en la región, acuñando términos como el de cultura natufiense (del yacimiento epónimo Uadi-en-Natuf, situada cronológicamente entre el 11140 y 7845 a. C. aproximadamente). También definió otros tecnocomplejos como el Chatelperroniense, el Gravetiense,  o el Creswelliense, términos que, además, fueron acuñados por ella. Este marco cronológico establecido a partir de sus excavaciones ha sido crucial para el entendimiento del periodo prehistórico en la zona.
Como curiosidad hay que citar que ella recurría a la contratación casi exclusiva de mujeres de las aldeas cercanas para realizar las labores de excavación.
De 1939 a 1952 ocupó el cargo de profesora de Arqueología en Cambridge con dedicación exclusiva, con un pequeño paréntesis durante la Segunda Guerra Mundial en la que sirvió en las fuerzas auxiliares femeninas de las Fuerzas Aéreas.

## Obra
- The Upper Paleolithic Age in Britain. 1926.
- The Paleology of South Kurdistan. 1930.
- The Stone Age of Mount Carmel. 1937.
- «Nova et Vetera: a Plea for a New Method in Paleolithic Archaeology», Proceedings of the Prehistoric Society of East Anglia.

## Premios y reconocimientos
- Medalla de Oro de la Sociedad de Anticuarios de Londres, la primera mujer en recibir tal honor.[3]